# Пристрасна квітка (фільм, 1921)
Пристрасна квітка (англ. Passion Flower) — американська драма режисера Герберта Бренона 1921 року.

## У ролях
- Норма Толмадж — Акація, Пристрасна квітка
- Куртеней Фут — Естебан
- Ейлелі Дженсен — Раймунда
- Харрісон Форд — Норберт
- Чарльз А. Стівенсон — Тіо Еусебіо
- Еліс Мей — Джулія Еусебіо
- Х.Д. МакКлеллан — син Еусебіо
- Остін Харрісон — син Еусебіо
- Герберт Венс — син Еусебіо
- Роберт Егнью — Фаустіно Еусебіо
- Харольд Штерн — маленький Карлос
- Наталі Толмадж — Мілагрос
- Роберт Гіббс